# Kaffelandet
Kaffelandet (finska: Kahvimaa) är en by i Sjundeå i Finland. Byn är belägen i kommunens norra del i landskapet Nyland. Största delen av byns mark ligger i Lojo och Vichtis men Kaffelandet räknas ändå officiellt som en by i Sjundeå. Det är ungefär 100 invånare i byn.
Enligt en teori kommer namnet Kaffelandet av lantmäterimannen som arbetade i byn och i varje hus bjöd man honom på kaffe. Det mest kända berättelsen handlar om en polis som undersökte hembränningen i byn. Han besökte varje hus i byn och alla bjöd honom på kaffe. I det sista huset sade polisen: "Denna by är ju ett kaffeland!".